# David Strathbogie, 10. Earl of Atholl
David Strathbogie, 10. Earl of Atholl († um 28. Dezember 1326) war ein schottischer Magnat und Militär.

## Herkunft und Erbe
David Strathbogie war der älteste Sohn und Erbe von John of Strathbogie, 9. Earl of Atholl und von dessen Frau Marjory. Damit war er ein Neffe von Robert Bruce, dessen erste Frau Isabel eine Schwester von Marjory war. Während des Ersten Schottischen Unabhängigkeitskriegs wurde sein Vater 1306 als Unterstützer von Robert Bruce von den Engländern hingerichtet. Den Titel Earl of Atholl sprach der englische König Eduard I. zunächst Ralph de Monthermer zu. 1306 hatte Bruce jedoch Strathbogies Schwiegervater John Comyn of Badenoch ermordet, weshalb der junge Strathbogie ein erbitterter Gegner von Bruce war. Im Gegensatz zu seinem Vater unterwarf er sich dem englischen König. Gegen die stattliche Gebühr von 10.000 Mark übergab ihm Eduard I. darauf im Mai 1307 sein Erbe und erkannte ihn als Earl of Atholl an.

## Kampf auf englischer Seite im Schottischen Unabhängigkeitskrieg
In der Folge beteiligte sich Atholl vom englischen Stützpunkt Ayr im Westen Schottlands aus an der Jagd auf den flüchtigen Bruce, der sich angeblich an der schottischen Westküste versteckt hielt. Auch der neue englische König Eduard II. lobte 1308 die guten Dienste von Atholl. Vor Weihnachten 1307 hatte Atholl Ayr verlassen, um sich den Truppen des Earl of Buchan und von Sir John Mowbray, zwei Verwandten seiner Frau, anzuschließen. Sie bereiteten sich auf eine Konfrontation mit den Truppen von Bruce in Nordostschottland vor, doch diese endete im Frühjahr 1308 in der Niederlage ihrer Truppen in der Schlacht bei Inverurie. In der Folge wurden die Comyns faktisch aus Schottland vertrieben. Atholl unterstützte weiter die Engländer, obwohl diese durch Bruce zunehmend aus Schottland zurückgedrängt wurden. 1311 entsetzte er die englische Besatzung von Loch Doon Castle, das von schottischen Truppen belagert wurde. Von dort zog er weiter nach Dundee.

## Wechsel auf die schottische Seite
Im Auftrag von Eduard II. war Atholl 1312 in Roxburgh, doch womöglich stand er zu diesem Zeitpunkt bereits im Kontakt zu Robert I., wie Bruce als schottischer König nun genannt wurde. Im August 1312 nahm er noch an einem englischen Parlament in London teil, doch danach übergab er Dundee Castle an die Schotten und schloss sich Robert I. an. Drei Monate später bezeugte er während eines schottischen Parlaments in Inverness das Bündnis zwischen Robert I. und dem norwegischen König Håkon V. Robert I. vertraute seinem Neffen nun so sehr, dass er ihn anstelle von Sir Gilbert Hay of Erroll, einem seiner treuesten Anhänger, zum Constable of Scotland ernannte. Atholl rechtfertigte anfangs dieses Vertrauen, denn er hatte maßgeblichen Anteil an der Eroberung von Perth.

## Erneuter Seitenwechsel und Flucht nach England
Nach der Eroberung von Perth soll Atholl einen heftigen Streit mit Edward Bruce, dem Bruder des Königs gehabt haben. Edward Bruce soll Atholls Schwester Isabel verführt, sich dann jedoch geweigert haben, sie zu heiraten. Atholl rächte sich, indem er 1314 unmittelbar vor der Schlacht von Bannockburn ein schottisches Vorratslager bei Cambuskenneth angriff und den Kommandanten Sir William Airth ermordete. Nach dem schottischen Sieg bei Bannockburn erklärte darauf Robert I. Atholls Titel für verwirkt. Damit war er seit dem 12. Jahrhundert der erste schottische Earl, dessen Titel für verwirkt erklärt wurde. Seine Besitzungen und den Titel vergab der König an Sir Neil Campbell, der seine Schwester Mary Bruce geheiratet hatte. Auch Malcolm, 5. Earl of Lennox und Sir Adam Gordon († 1328) profitierten von Atholls Sturz, ebenso Sir Gilbert Hay, der wieder zum Constable ernannt wurde. Atholl flüchtete nach England, wo ihm Eduard II. im Oktober 1314 als Entschädigung für seine verlorenen schottischen Besitzungen die drei Güter von Aylsham, Causton und Fakenham in Norfolk als Lehen gab.

## Vasall des Earl of Lancaster
In England trat Atholl offenbar in den Dienst von Thomas of Lancaster, 2. Earl of Lancaster. Vermutlich gab der reiche Earl Atholl wohl weitere Güter als Lehen, denn er besaß schließlich sieben Güter in Kent, fünf in Norfolk, zwei in Suffolk, zwei in Northumberland sowie weiteren verstreuten Landbesitz in East Anglia, Lincolnshire und den südlichen Midlands. Lancaster war jedoch zum schärfsten innenpolitischen Gegner von Eduard II. geworden. Wie andere Vasallen Lancasters wurde auch Atholl nach dem Abschluss des Vertrags von Leake am 22. Oktober 1318 vom König begnadigt. Anschließend nahm er am Parlament von York teil. Obwohl hierfür kein writ of summons erhalten ist, beschloss das House of Lords am 7. Mai 1914, dass er damit nachträglich als 1. Baron Strabolgi gilt. Atholl gehörte bei der erfolglosen Belagerung von Berwick 1319 mit einem Aufgebot von zwei Bannerets, vier Rittern und 33 men-at-arms zum Gefolge von Lancaster. Nach dem Abbruch der Belagerung unterstützte er zusammen mit Henry de Beaumont, John de St John und anderen Baronen den König bei der Verteidigung von Nordengland.

## Wechsel auf die Seite von Eduard II.
Als 1321 Lancaster gegen den König rebellierte, wechselte Atholl die Seiten und schloss sich dem König an. Dieser belohnte ihn am 28. November 1321 mit der Verwaltung von Chilham Castle in Kent, das bereits mehrere Jahre im Besitz seines Großvaters David of Strathbogiegewesen war. Im März 1322 soll er zu den sieben Richtern gehört haben, die Lancaster wegen Hochverrats zum Tod verurteilten. Im Auftrag des Königs reiste er 1325 nach dem Ende des Kriegs von Saint-Sardos in die zu England gehörende Gascogne. Er starb nach seiner Rückkehr nach England.

## Heirat und Nachkommen
Atholl hatte vor 1306 Joan Comyn, eine Tochter von John Comyn, Lord of Badenoch geheiratet. 1326 erhielt sie als Teilerbin einen Anteil vom Erbe ihres Onkels Aymer de Valence, 2. Earl of Pembroke. Joan Comyn starb vor ihrem Mann vor dem 24. Juli 1326. Mit ihr hatte er mindestens vier Kinder:
- David Strathbogie († 1335)
- Aymer Strathbogie
- Isabella Strathbogie
- Maria Strathbogie

Sein Erbe wurde sein ältester Sohn David.